# Pavlova (dessert)
Pour les articles homonymes, voir Pavlova.

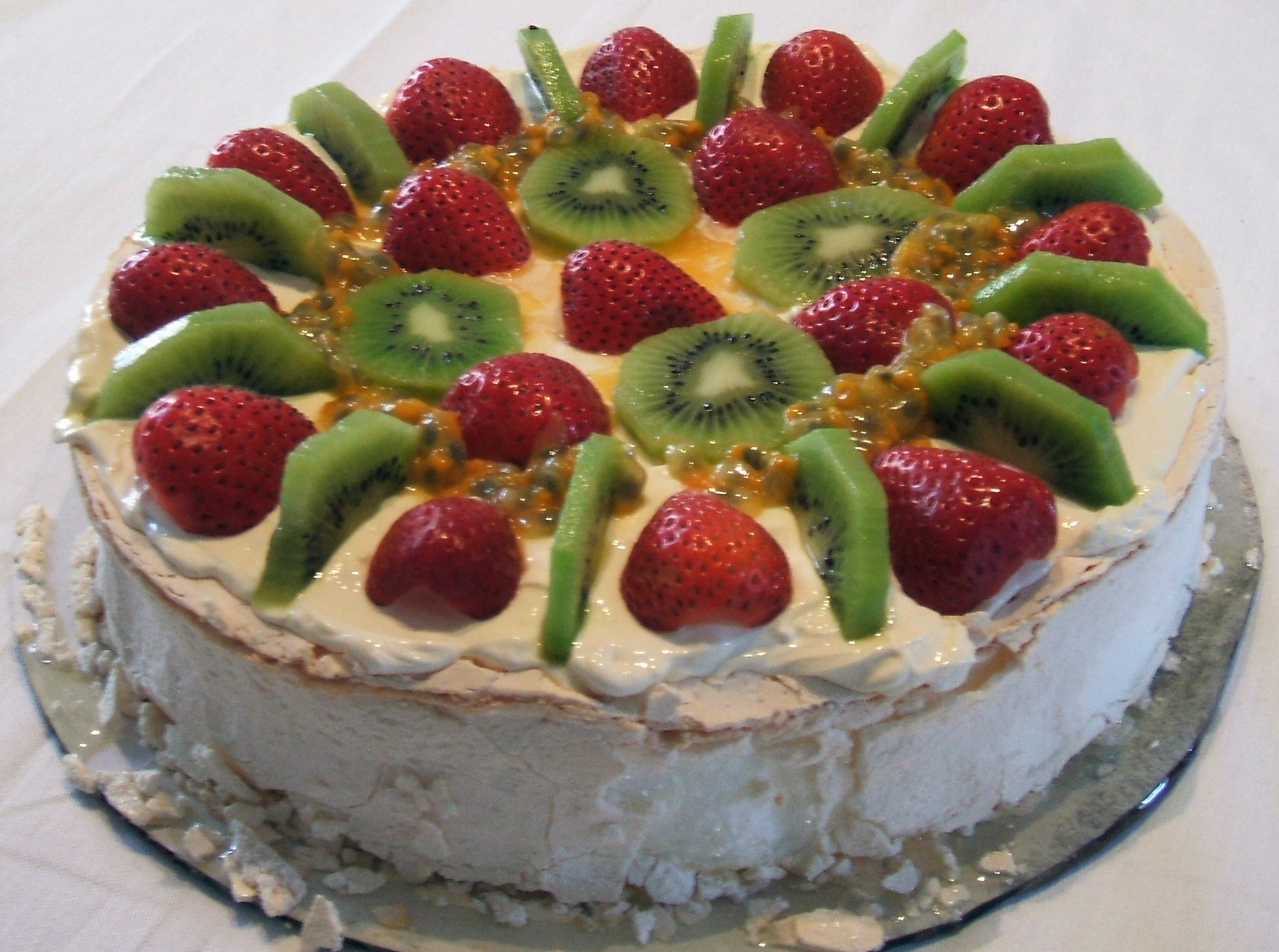
Pavlova aux fraises, kiwis et fruits de la passion.

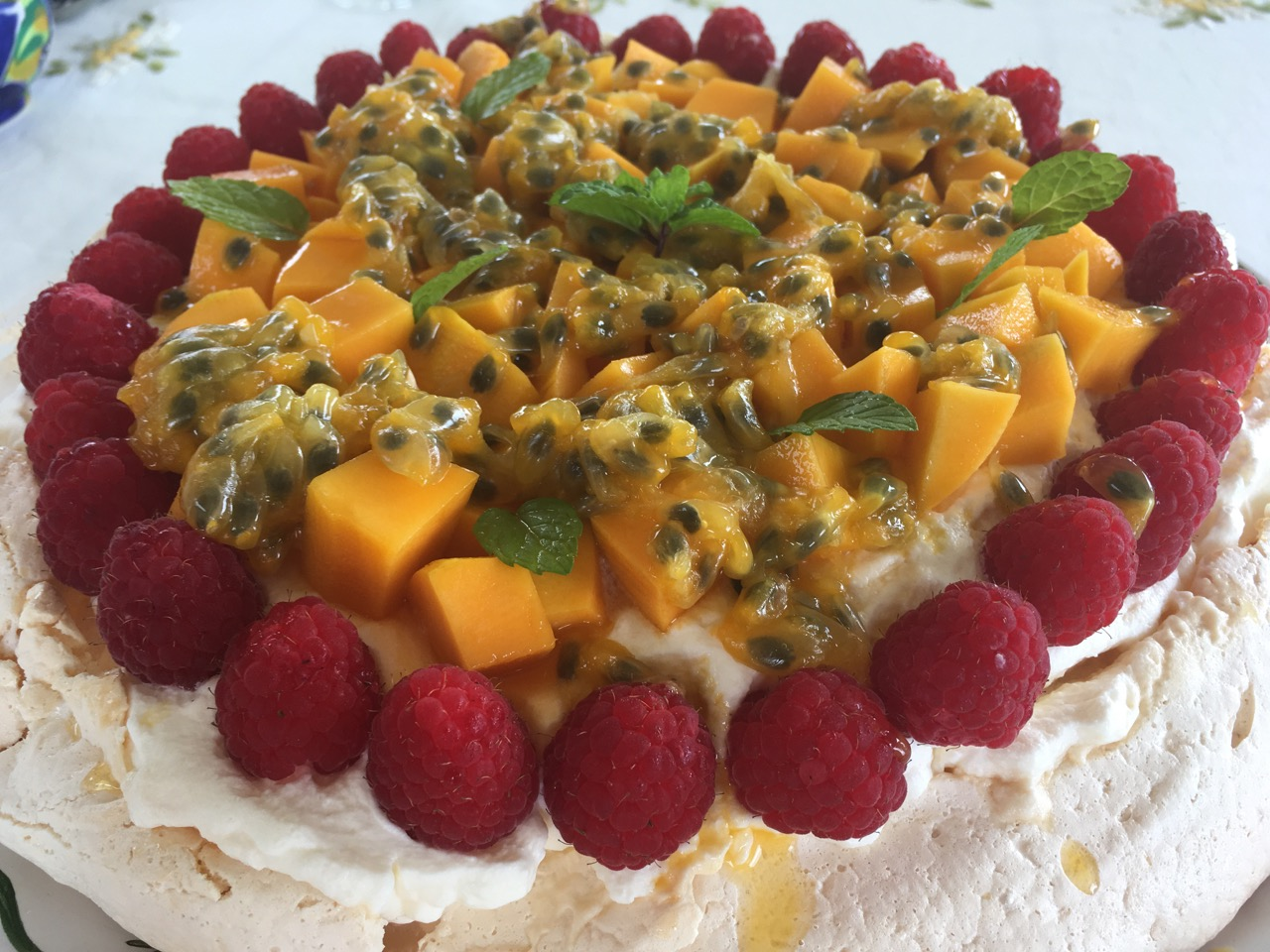
Pavlova aux mangues, fruits de la passion et framboises.

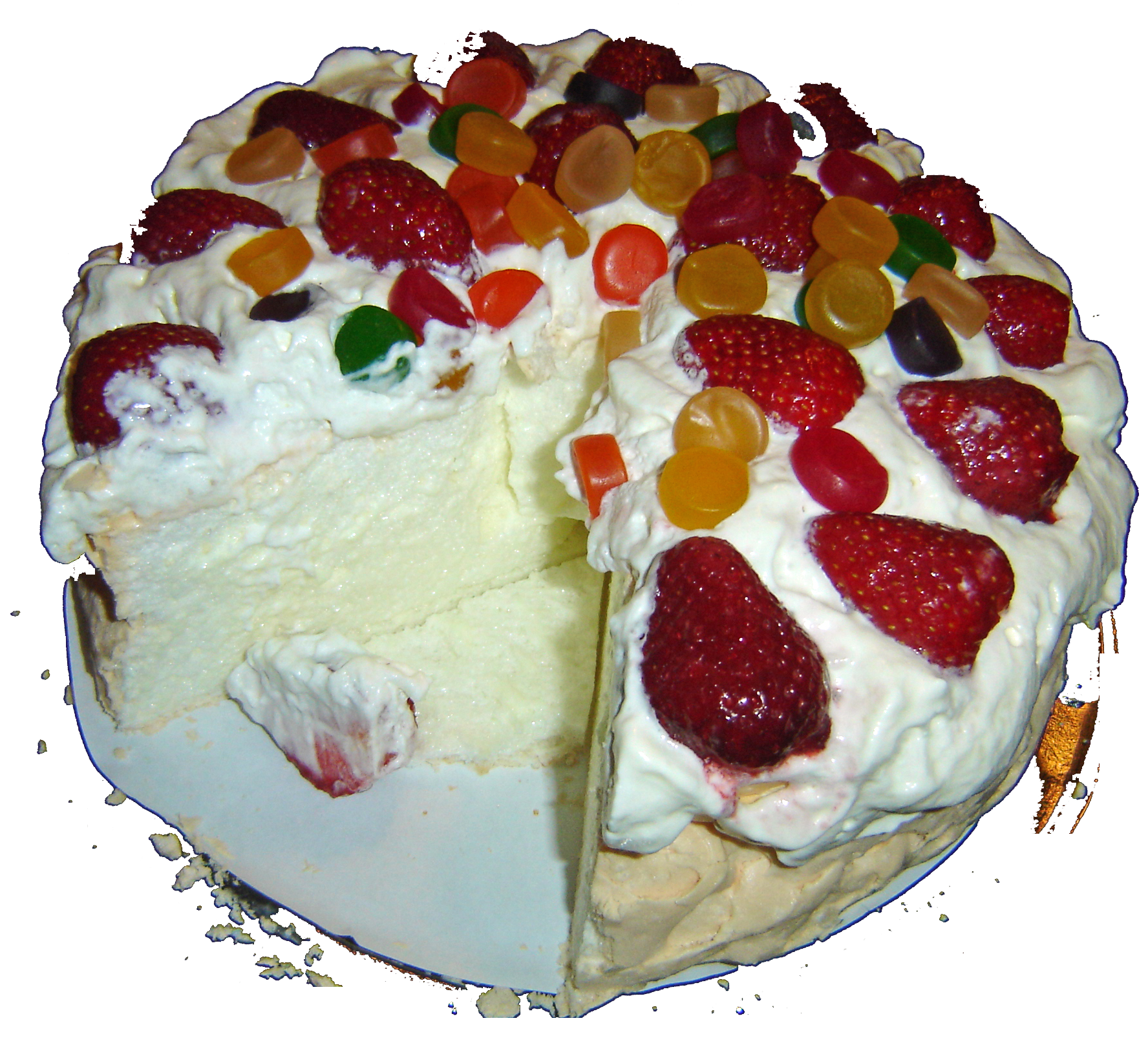
Une pavlova vendue en supermarché, garnie de fraises, de bonbons gélifiés et de crème fouettée.

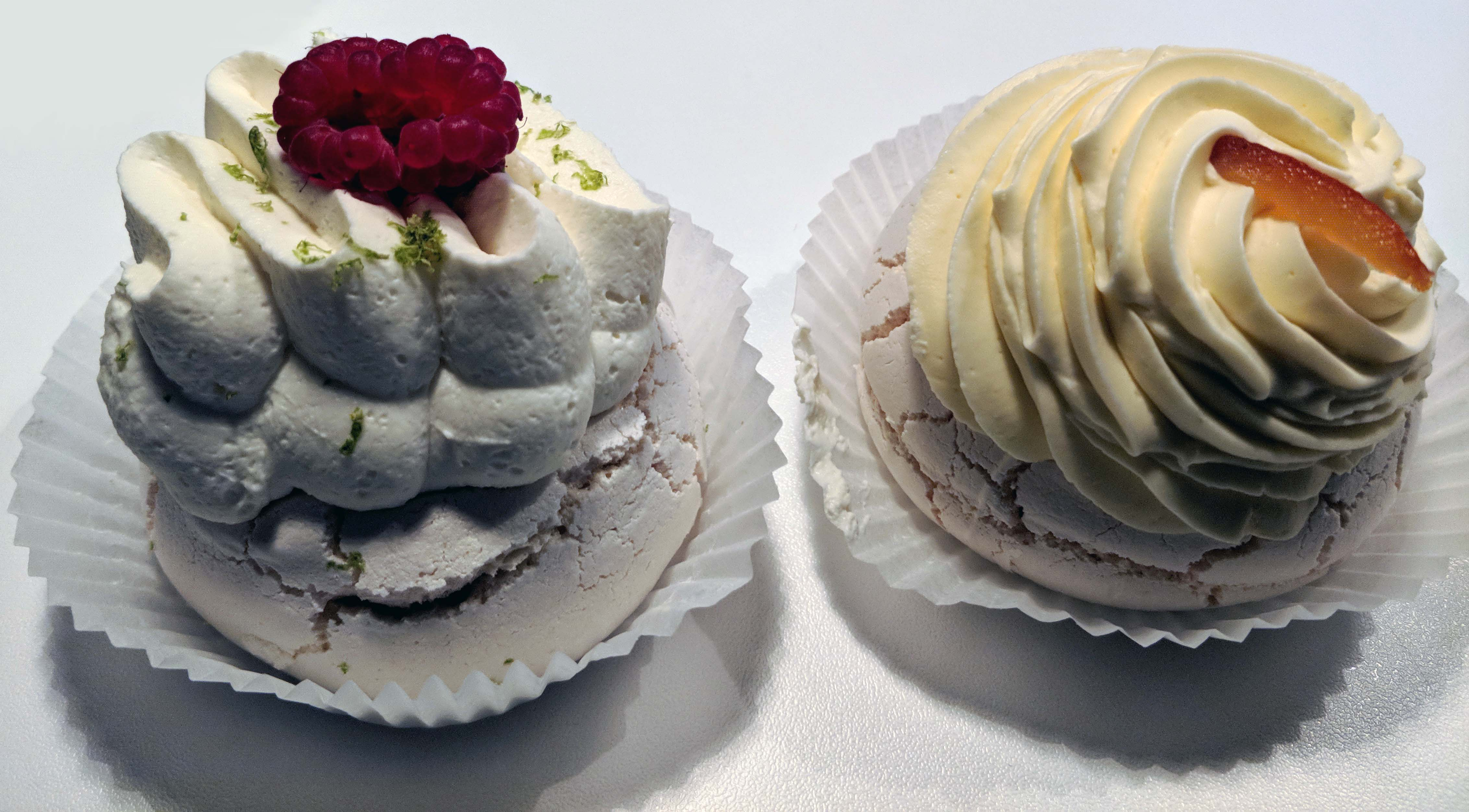
Petites pavlovas à la framboise et à la mangue préparées par un artisan-pâtissier à Paris.

La pavlova est un dessert à base de meringue, nappé de crème chantilly et recouvert de fruits frais (ananas, kiwi, mangue, fruits rouges, …). Ce dessert fut ainsi nommé en l'honneur de la ballerine russe Anna Pavlova,. La spécificité de la pavlova est d'être croustillante à l'extérieur et moelleuse à l'intérieur.
La recette est réputée avoir été créée à la suite d'une tournée de la Pavlova en Australie, en Nouvelle-Zélande dans les années 1920. Entre les deux pays, qui revendiquent chacun son invention, elle constitue une source traditionnelle de dispute. Selon l'ouvrage consacré au sujet par l'anthropologue néozélandaise Helen Leach (2008), c'est en Nouvelle-Zélande que la première recette connue a été publiée. Une recherche néo-zélando-australienne ultérieure met en avant des origines américaine et allemande.
Le dessert est très populaire et forme une partie importante de la gastronomie des deux pays, où il est particulièrement associé aux occasions estivales, dont le repas de Noël (dans les pays de l'hémisphère sud, les saisons sont inversées par rapport au nord).

## Histoire
Certaines sources affirment que la recette est néo-zélandaise, d'autres australienne. En faveur de l'origine néo-zélandaise, Keith Money, dans une biographie de la ballerine publiée en 1982, attribue sa création au chef d'un hôtel de Wellington où la Pavlova séjourna en 1926, au cours d'une tournée mondiale. Dans un ouvrage gastronomique de 1999, Alan Davidson fait état d'une recette trouvée en Nouvelle-Zélande et datant de 1935.
Selon Helen Leach, une anthropologue de l'université d'Otago, spécialiste des pratiques culinaires et qui a compilé 667 recettes de pavlova issues de plus de 300 sources, la première répertoriée dans un livre de cuisine est celle du Rangiora Mothers' Union cookery book, en 1933 ; une version plus ancienne est parue dans un magazine rural de 1929, également néo-zélandais.
Ces dates contredisent la revendication australienne, qui attribue l'antériorité à la recette créée par Bert Sachse à l'Esplanade Hotel de Perth en 1935.
Une recherche conduite par le Néo-zélandais Andrew Paul Wood et l'Australienne Annabelle Utrecht conclut que l'origine de la pavlova moderne remonte à un gâteau allemand, importé aux États-Unis où il a trouvé sa forme définitive.
Cette controverse entre l'Australie et la Nouvelle-Zélande pour la « paternité » de la pavlova s'inscrit dans un cadre plus large, les deux pays ayant des revendications par rapport à un certain nombre d'icônes communes, qu'il s'agisse de produits, d'animaux ou de personnes ayant une certaine notoriété. C'est ainsi qu'en 2007, la société New Zealand Insurance (en) (NZI), qui est une filiale de l'entreprise australienne Insurance Australia Group, a diffusé une publicité télévisée à intention humoristique utilisant certaines de ces icônes néo-zélandaises revendiquées par l'Australie, notamment la pavlova et le cheval de course Phar Lap.

## Préparation
La pavlova est faite en battant des blancs d'œuf (parfois avec du sel), avant d'y incorporer du sucre, du vinaigre blanc, de la fécule de maïs et parfois de la vanille pour faire une meringue. Temps de cuisson : 45 minutes à 120 °C, puis 20 minutes à 90 °C, éteindre le four et attendre le refroidissement. Cela fait que l'extérieur de la pavlova est croustillant et l'intérieur moelleux. Elle est traditionnellement décorée de crème fouettée et d'un mélange de fruits sucrés et acides : fraise et kiwi, ou fruit de la passion et banane, ou fruits rouges et lamelles de pêche.
Une version déstructurée est originaire d'Eton en Angleterre, d'où son nom : Eton mess (mixture ou désordre d'Eton).